# Константінов Микита Ігорович
Микита Ігорович Константінов (нар. 1966) — російський топ-менеджер. Заступник Генерального директора — директор з бізнес-розвитку «Росенергоатому» (2017—т. ч.). Виконувач обов'язків президента ДП НАЕК «Енергоатом» (2013—2014).

## Біографія
Народився 12 травня 1966 року в м. Сєверодвінськ, Архангельська область.

### Освіта
У 1989 році закінчив Обнінський інститут атомної енергетики за фахом «Атомні електричні станції та установки». У 1997 році здобув другу вищу освіту в Лондонському університеті за спеціальністю «Економіка».

### Трудова діяльність
Трудову діяльність розпочав в 1987 р. інженером 3 категорії технічного відділу Управління дозиметричного контролю ВО «Комбінат» Мінатоменерго СРСР в м. Чорнобиль. Далі в 1989–1991 рр.. — слюсар з ремонту реакторно-турбінного устаткування цеху робототехніки та спеціальних робіт, інженер-технолог виробничо-технологічного бюро ВО «Спецатом» Мінатоменерго СРСР у м. Прип'ять.
Після цього в 1991–1992 рр.. — спеціаліст 1 категорії, спеціаліст 2 категорії з дозиметрії та дезактивації ВО «Укрдезактиваціябуд» Мінчорнобиля УРСР, в 1992–1994 рр.. — спеціаліст 1 категорії, провідний спеціаліст, головний спеціаліст, начальник відділу науково-технічного співробітництва та інформації науково-технічного управління Мінчорнобиля.
У 1994–2003 рр.. — експерт, координатор програм з ядерної безпеки та науково-технічного співробітництва представництва Європейської комісії в Україні, потім перейшов на роботу в Європейський банк реконструкції та розвитку, де в 2003–2006 рр.. був заступником керівника і керівником операцій ядерного відділення Фонду Північного виміру (м. Лондон).
У 2006 р. повернувся в Україну і по 2008 р. був першим віце-президентом з економічної політики та корпоративного розвитку ДП НАЕК «Енергоатом». Потім у 2008–2010 рр.. був директором з перспективного розвитку та інвестицій ВАТ «Київенерго».
З березня 2010 р. по березень 2011 р. обіймав посаду заступника міністра палива та енергетики України, курирував атомну енергетику.
З травня 2011 р. по червень 2013 р. очолював Департамент стратегічної політики та ядерно-енергетичного комплексу Міністерства енергетики та вугільної промисловості України.
2013-2014 — виконувач обов'язків президента ДП НАЕК «Енергоатом».
З 2015 по 2016 рік — генеральний директор «Русатом Енерго Інтернешнл» — дочірньої компанії Держкорпорації «Росатом», яка спеціалізується на управлінні проектами російських атомних електростанцій закордоном (проект АЕС Аккую в Туреччині і проект АЕС Ханхіківі-1 в Фінляндії).
З січня 2017 року — заступник генерального директора — директор з бізнес-розвитку Концерну «Росенергоатом».

## Нагороди
- Медаль «За заслуги в розвитку Концерну "Росенергоатом" III ступеня»[2]